# 武尔芒坦
武尔芒坦（法語：Voulmentin，法語發音：[vulmɑ̃tɛ̃]）是法国德塞夫勒省的一个市镇，属于布雷叙尔区。该市镇于2013年由原市镇武尔特贡和圣克莱芒坦合并而成。

## 地名
“武尔芒坦”（Voulmentin）一名由原市镇武尔特贡（Voultegon）和圣克莱芒坦（Saint-Clémentin）的名称中各取一部分合并而成。

## 地理
武尔芒坦（46°56'41"N, 0°30'56"W）面积31.23 平方千米，位于法国新阿基坦大区德塞夫勒省，该省份为法国西部内陆省份，北起曼恩-卢瓦尔省，西接旺代省，南至夏朗德省和滨海夏朗德省，东临维埃纳省。
与武尔芒坦接壤的市镇（或旧市镇、城区）包括：阿让托奈、布雷敘爾、尼埃伊莱索比耶、圣欧班迪普兰、圣莫里斯-埃蒂松。
武尔芒坦的时区为UTC+01:00、UTC+02:00（夏令时）。

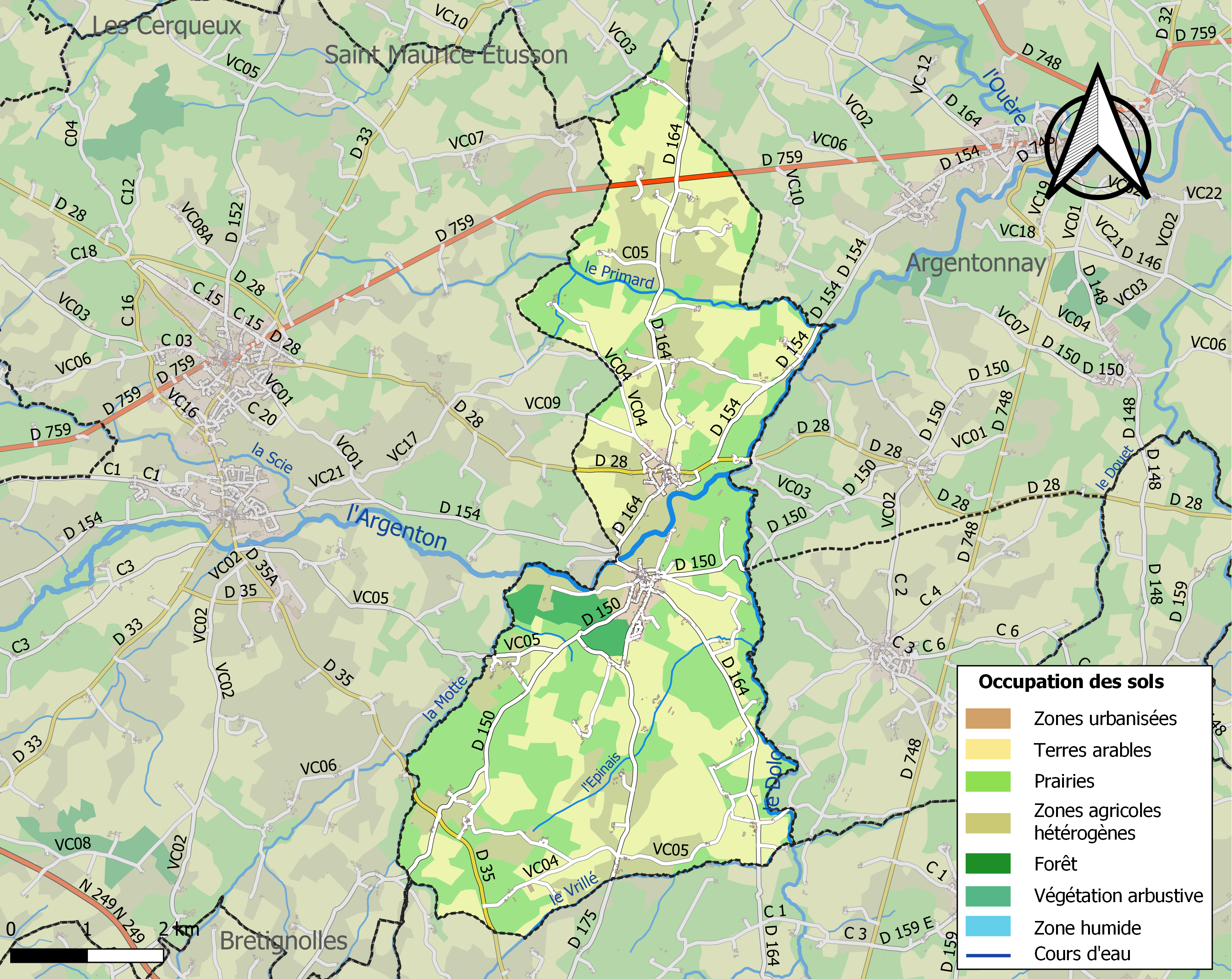
武尔芒坦的OSM定位图

## 行政
武尔芒坦的邮政编码为79150，INSEE市镇编码为79242。

## 政治
武尔芒坦所属的省级选区为莫莱翁县。

## 人口
武尔芒坦于2022年1月1日时的人口数量为1131人。